# Музей Эли Уитни
Музей Эли Уитни (англ. Eli Whitney Museum) — музей в Хамдене, штат Коннектикут.
Главное здание музея расположено на территории оружейной фабрики Eli Whitney Gun Factory, построенной Эли Уитни в 1798 году. Музей является образовательной площадкой, сфокусированной на обучении экспериментам, лежащим в области дизайна и изобретений, с демонстрацией проектов и экспонатов Эли Уитни и Альфреда Гилберта.

## История

### Здание

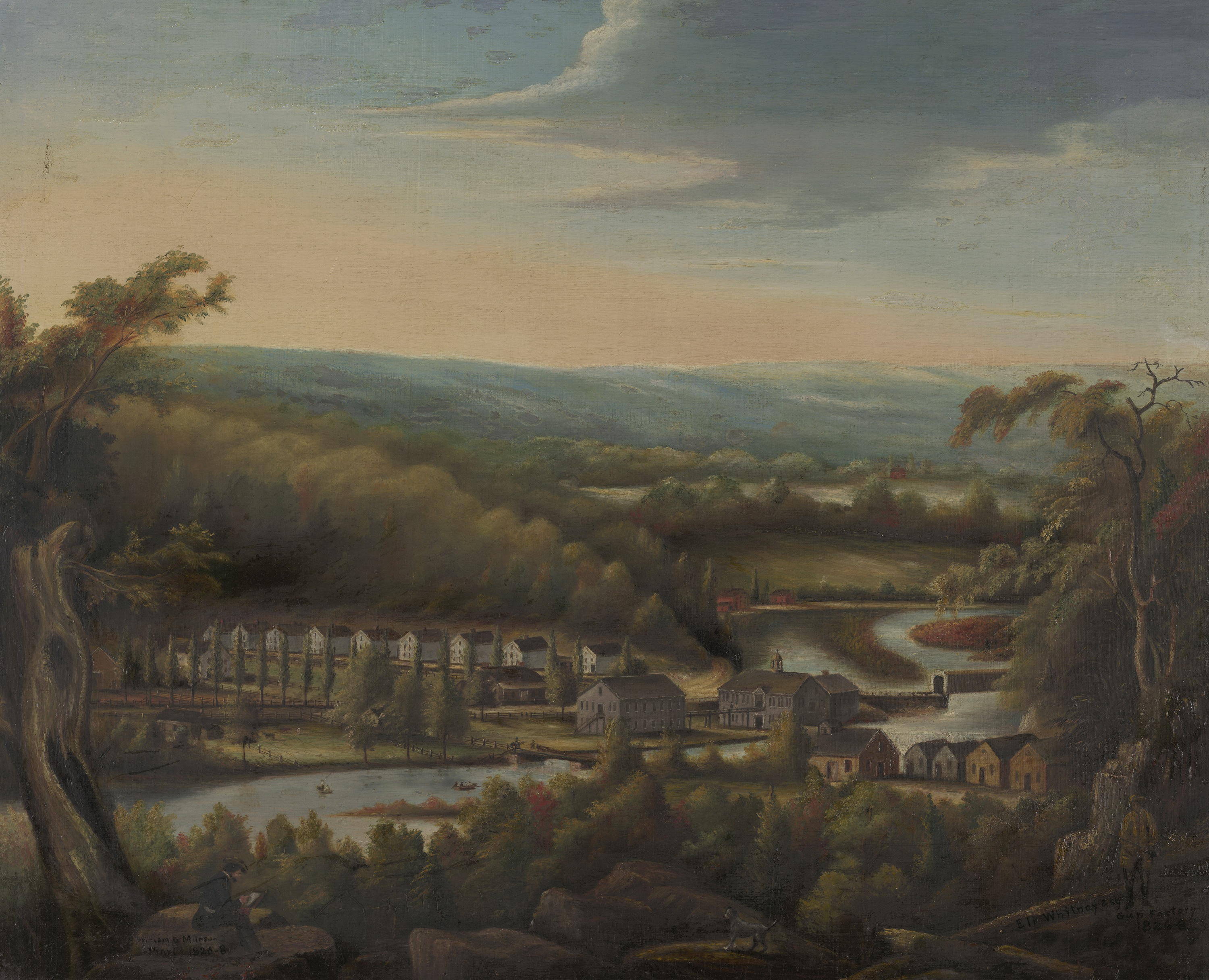
Фабрика и поселение на картине Уильяма Мансона

Музей расположен на территории, которая была первоначально выбрана для производства мушкетов на участке, который он купил 17 сентября 1798 года. Завод использовал энергию воды Милл и производил мушкеты по заказу правительства Соединенных Штатов.
Территория вокруг оружейной фабрики когда-то была известна как Уитнивилл — поселение рабочих фабрики вдоль реки Милл. Известный американский художник — Уильям Мансон (William Giles Munson) создал несколько работ, посвящённых фабрике Эли Уитни. Музей в настоящее время занимает территорию площадью около 4 гектар между Уитни-авеню (Whitney Avenue) и рекой, включая кирпичное здание фабрики, построенное на этом месте в 1890 году.

### Музей
В музее Эли Уитни имеются экспонаты, посвященные самому Уитни и его самому известному изобретению — хлопкоочистителю. Другие экспонаты показывают продукцию Альфреда Гилберта — известного изобретателя и производителя игрушек.
Также музей представляет собой экспериментальную мастерскую по обучению дизайну и специализируется на проектах для детей, сочетающих науку и изобретение. Сохранилась плотина которую построил Эли Уитни для использования реки в технологических процессах фабрики. В музее также имеются каналы со шлюзами, а также пешеходные тропы. Здесь проводится ежегодный праздник импровизационного творчества — Leonardo Challenge, на который приглашают художников и дизайнеров из Нью-Хейвена, штат Коннектикут, для создания необычных работ.
В дополнение к регулярным образовательным программам, музей поддерживает одновременно около 60 учеников для получения более долгосрочного оплачиваемого практического опыта. Возраст учеников составляет от 13 до 18 лет; они обычно работают 200 часов в течение учебного года и 400 часов летом на каникулах. Они изучают навыки проектирования, конструирования и преподавания. В числе выпускников таких курсов: Дженнифер Оксли (обладательница премии «Эмми»), экономист Эмили Остер и Джошуа Ревкин (Joshua Revkin, чемпион мира по парусному спорту).
Музей включён в Национальный реестр исторических мест США.